# Sicyopus cebuensis
Sicyopus cebuensis är en fiskart som beskrevs av Chen och Shao, 1998. Sicyopus cebuensis ingår i släktet Sicyopus och familjen smörbultsfiskar. IUCN kategoriserar arten globalt som otillräckligt studerad. Inga underarter finns listade i Catalogue of Life.